# Ordem de Alcântara

Cruz da Ordem de Alcântara.

A Ordem de Alcântara (em castelhano: Orden de Alcántara) é uma ordem militar criada no ano 1154 no Reino de Leão e de caráter quase exclusivamente estremenho.

## História

### Criação
Nasceu em territórios que viriam depois a ser de Portugal, nas ribeiras do Rio Côa (Beira Alta), como Ordem de São Julião do Pereiro, instituída por D. Henrique, Conde de Portugal, em 1093.
Depois de sua conquista aos muçulmanos, a defesa da vila de Alcântara foi outorgada à Ordem de Calatrava em 1214, mas quatro anos mais tarde renunciaram à defesa. Então Afonso IX de Leão encomendou a defesa à recentemente formada ordem dos Cavaleiros de São Julião de Pereiro em troca de certa dependência de filiação com respeito à ordem de Calatrava, daí que adotassem também a regra de Cister. A raíz do estabelecimento de sua sede central na vila recebida, o primitivo nome de "ordem de São Julião"' foi desaparecendo paulatinamente, até que em 1253 seus mestres se intitulavam «mestres da ordem de Alcântara», ficando reduzida San Julián del Pereiro a ser uma simples comenda da ordem.

### Possessões
Suas primeiras possessões se localizavam mais ao norte do que logo seria o núcleo principal de assentamento. Somaram-se Santibáñez e Portezuelo, depois de ganhar um pleito à ordem dos Templários, assim como Navasfrías, doada por Afonso IX, e Valência de Alcântara, conquistada pelos cavaleiros da ordem em 1220.
O começo de seu assentamento no leste da província de Badajoz, na comarca de La Serena, que seria o outro grande núcleo do senhorio da ordem, tem lugar em 1231 quando conquista Magacela, que seria doada definitivamente à ordem três anos depois por Fernando III, o Santo como compensação por certos direitos alegados sobre a vila de Trujillo. Ao mesmo tempo, a ordem recebe o encargo do rei de repovoar Zalamea, conquistada por esses anos.
Depois da conquista de Córdova em 1236 por Fernando III, pode-se dizer que a ordem completou na prática suas possessões. Então foram doadas Benquerencia e Esparragal, esta última conquistada pelos templários. Ainda que a ordem tenha participado na conquista da Andaluzia, apenas recebeu doações nessa região, limitadas aos castelos de Morón e Cote e o lugar do Arahal, que foram doados por Sancho IV em 1285, mas permutados com Pedro Girón no século XV (1461) em troca de Salvatierra, Villanueva de la Barcarrota e o castelo de Azagala.

### Século XV
Em 1492 o Rei Católico Fernando II de Aragão conseguiu do Papa Alexandre VI a concessão do título de Grão-Mestre da ordem com caráter vitalício. Então, os territórios dos alcantarinos abarcam parte da atual província de Cáceres em seu límite com Portugal, Sierra de Gata e grande parte da zona oriental da província de Badajoz (a comarca de La Serena). Uma extensão aproximada de 7000 km², sem incluir algumas possessões isoladas na Andaluzia e Castela.
Nesse século a potência militar da ordem de Alcântara é menor que a de Santiago e a de Calatrava, devido a suas menores possessões territoriais e, em consequência, seu menor poder econômico.

### Declínio da ordem
Em 1522, Adriano VI foi mais além, ao conceder a Carlos I os títulos de Grão-Mestre das três ordens militares da Espanha com caráter hereditário.
Desde 1875 a ordem é simplesmente uma condecoração pessoal concedida pelo Rei da Espanha por serviços militares.

### Mestres de Alcântara
- Suero Fernández Barrientos (1156-1174)
- Gómez Fernández Barrientos (1174-1200)
- Benito Suárez (1200-1208)
- Don Frey Nuño Fernández (1208-1219)
- Diego García Sánchez (1219-1227)
- Arias Pérez(1227-1234)
- Don Pedro Yáñez (1234-1254)
- García Fernández de Barrantes (1254-1284)
- Fernando Páez (1284-1292)
- Fernando Pérez (1292-1294)
- Gonzalo Pérez (1296-1312)
- Ruy Vázquez (1312-1318)
- Suero Pérez Maldonado (1318-1334)
- Ruy Pérez Maldonado (1334-1335)
- Fernando López (1335)
- Suero López (1335)
- Gonçalo Martins de Oviedo (1337-1338)
- Nuño Chamizo (1338-1343)
- Peralonso Pantoja (1343-1346)
- Fernán Pérez Ponce de León (1346-1355)
- Diego Gutiérrez de Ceballos (1355)
- Suero Martínez Aldama (1355-1361)
- Gutierre Gómez de Toledo (1361-1364)
- Martín López de Córdoba(1364-1369)
- Pedro Muñiz de Godoy (1369)
- Melendo Suárez (1369-1371)
- Ruy Díaz de la Vega (1371-1375)
- Diego Martínez (1375-1383)
- Diego Gómez Barroso (1383-1384)
- Gonzalo Nuñez de Guzmán (1384-1385)
- Martín Yáñez de la de la Barbuda (1385-1394)
- Fernando Rodríguez de Villalobos (1394-1408)
- Sancho de Aragón y Castilla (1408-1416)
- Juan de Sotomayor (1416-1432)
- Gutierre de Sotomayor (1432-1456)
- Gómez de Cáceres y Solís (1457-1470)
- Alfonso de Monroy (1471-1473)
- Juan de Zúñiga y Pimentel (1473-1492)
- Monarquia Espanhola (1492-…)